# Giovan Carlo Baratta
Giovan Carlo Baratta (Carrara, 1790 – Siena, 28 giugno 1877) è stato uno scultore italiano.

## Biografia
Discendente da un'importante famiglia di scultori d'origine carrarese, Giovanni Carlo Baratta, figlio di Giuseppe, nacque presumibilmente nel 1790. Dal 1836 fino alla primavera del 1853, egli visse ed operò a Berlino, ottenendo nel 1846 la cittadinanza di quella città, ricevendo un regolare sussidio dal re di Prussia e collaborando strettamente con Christian Daniel Rauch. Rientrato a Carrara nel giugno 1853, Baratta continuò la propria attività di scultore, entrando in società con Tommaso Lazzerini - già suo compagno di lavoro a Berlino - assieme al quale realizzò una statua equestre di Federico II di Prussia posta nel 1864 a Potsdam nel parco di Sanssouci.
Dalla prima moglie Assunta Mussi, deceduta nel 1841, Giovanni Carlo Baratta ebbe quattro figli, Achille, Fausto, Tommaso e Alceste. Nel 1868 insieme alla seconda moglie Giulia Perotti andò a vivere a Pisa prima di trasferirsi nel luglio 1876 a Siena.